# Nimrod Racing Automobiles
Nimrod Racing Automobiles (a veces llamado Aston Martin Nimrod) fue una asociación fundada en 1981 entre el piloto y vendedor de automóviles Robin Hamilton y el presidente de Aston Martin Lagonda, Victor Gauntlett. El proyecto tenía por objeto la construcción de prototipos deportivos para el World Sportscar Championship y del IMSA GT Championship utilizando motores V8 de Aston Martin. Aunque Aston Martin no era propietario del proyecto, ofreció su apoyo a la oportunidad de ver el éxito de su nombre en el automovilismo, sin el alto costo de funcionamiento que requería poseer su propio equipo.

## NRA/C2

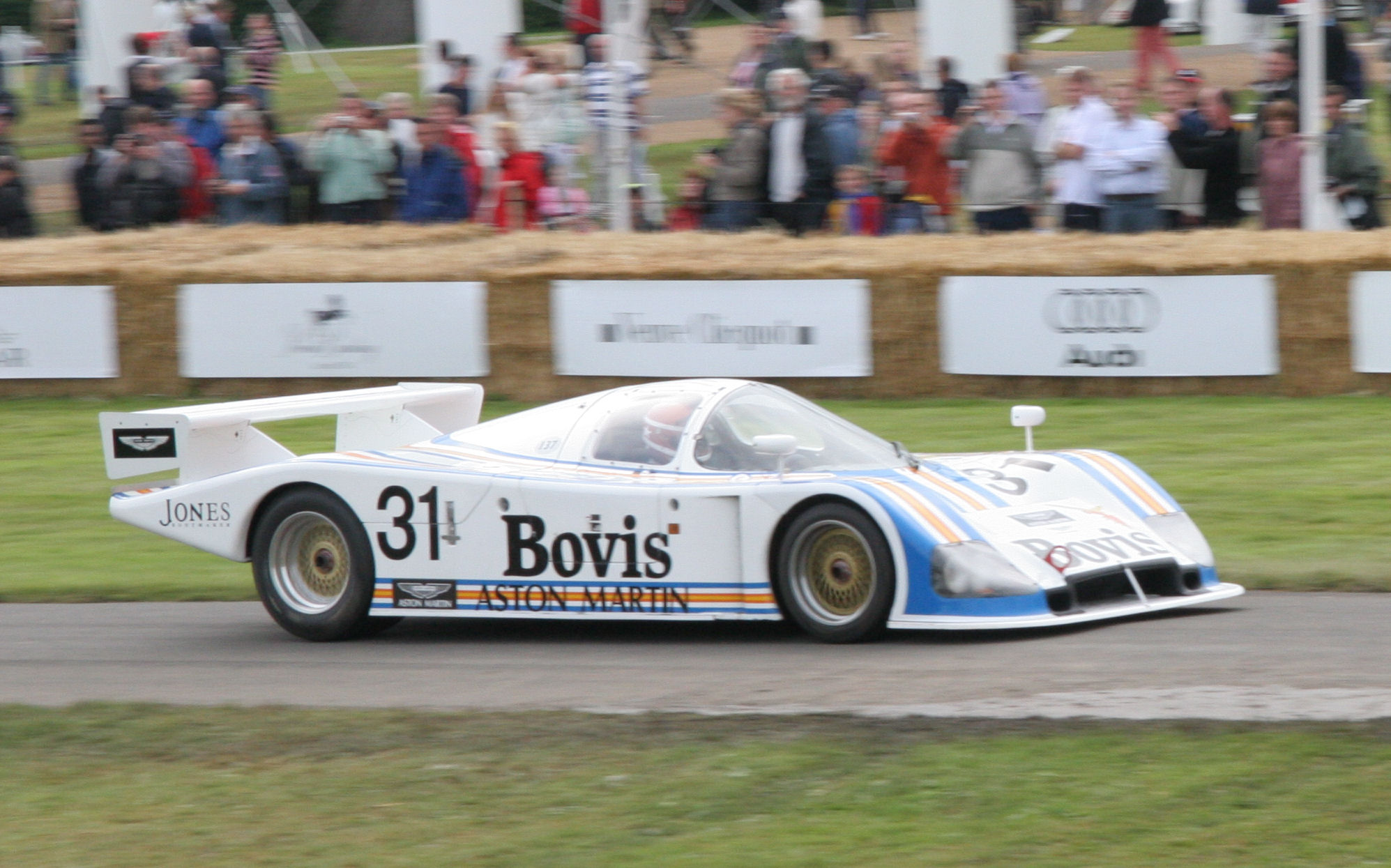
Un NRA/C2.

Nimrod construyó tres NRA/C2 para competición en 1982, dos de los cuales se mantuvieron en la fábrica, mientras que el tercero fue para el Viscount Downe Racing de Richard Dawney. Los automóviles podían correr en los campeonatos de World Sportscar Championship (Grupo C) y en el de IMSA GT con especificaciones GTP.
Utilizando una combinación basada en el motor V8 Aston Martin y el  V8 Vantage, el motor fue refinado por Aston Martin para controlar el aumento de la producción. Eric Broadley diseñó el chasis. Ray Mallock más tarde desarrollaría el diseño del NRA/C2 en un modelo B con las especificaciones para la temporada 1983.

## Historia del equipo
Debutó en los 1.000km de Silverstone, con un automóvil para el equipo Nimrod y otro para el equipo privado del Visconde Downe. Nimrod tubo problemas mecánicos y no terminó pero Downe logró un sexto lugar. Los problemas continuaron para Nimrod Racing en las 24 Horas de Le Mans de 1982, donde se retiraron por un accidente. El único triunfo de Nimrod de la temporada fue en los 1000 km de Spa-Francorchamps, donde solo uno de los dos automóviles terminó la carrera, llegando en el puesto 11. Los resultados combinados de ambos equipos hicieron que Aston Martin terminara tercero en el Campeonato de Constructores de ese año.
Para 1982, con la evolución del NRA/C2, Nimrod Racing a su vez ingresó en el Campeonato IMSA GT en América del Norte debido a que EMKA Racing se hizo cargo de los esfuerzos respaldados por la fábrica de Aston Martin en Europa con su propio vehículo. Nimrod sufrió durante toda la temporada, ganando un quinto puesto en las 12 horas de Sebring, su único éxito, tercero en la clase de GTP. El equipo luchó por acabar las carreras el resto de la temporada antes que los problemas financieros eventualmente los obligó a regresar a Europa.
Después de su regreso a Europa, Nimrod Racing Automobiles fue forzado a cerrar sus puertas debido a los continuos problemas financieros, poniendo fin a la corta vida del proyecto. Un nuevo chasis fue desarrollado, el NRA/C3, pero nunca fue terminado antes que el equipo se disolviera. Los equipos privados seguirían utilizando el Nimrod NRA/C2 hasta mediados de 1984, cuando los dos equipos que utilizaban el chasis se vieron obligados a retirarse.